# Uniwersalny Kościół Królestwa Bożego
Kościół Powszechny Królestwa Bożego (pt. Igreja Universal do Reino de Deus) – neo-zielonoświątkowy kościół chrześcijański, mający swoją siedzibę w Rio de Janeiro, w Brazylii. Założony 9 lipca 1977 r. przez Edira Macedo, Kościół Powszechny Królestwa Bożego stał się drugą pod względem wielkości denominacją zielonoświątkową w Brazylii. Jest obecny prawie w 100 krajach, bardziej rozpowszechniony w krajach języka portugalskiego.

## Historia i działalność
Działający od 1977 roku Kościół Powszechny Królestwa Bożego należy do nurtu neo-pentekostalnego i jest jednym z najbardziej kontrowersyjnych kościołów w Brazylii. Według spisu ludności z roku 2010 liczy 1,9 milionów wiernych w tym kraju. Dysponuje olbrzymimi środkami finansowymi, pochodzącymi z dziesięciny, którą łożą na kolektę wierni, dzięki czemu kościół stał się potęgą medialną. Ma m.in. ogólnokrajowy dziennik „Folha Universal” o nakładzie 2,5 mln egzemplarzy, sieć rozgłośni radiowych, a przede wszystkim wielką stację telewizyjną Rede Record, drugą co do wielkości w Brazylii. Najliczniejsze konwersje na protestantyzm stwierdzono na terenach, gdzie odbierane są jej programy. Zarzuca się, że Kościół zaczął wykorzystywać swoje media dla celów kampanii politycznej.

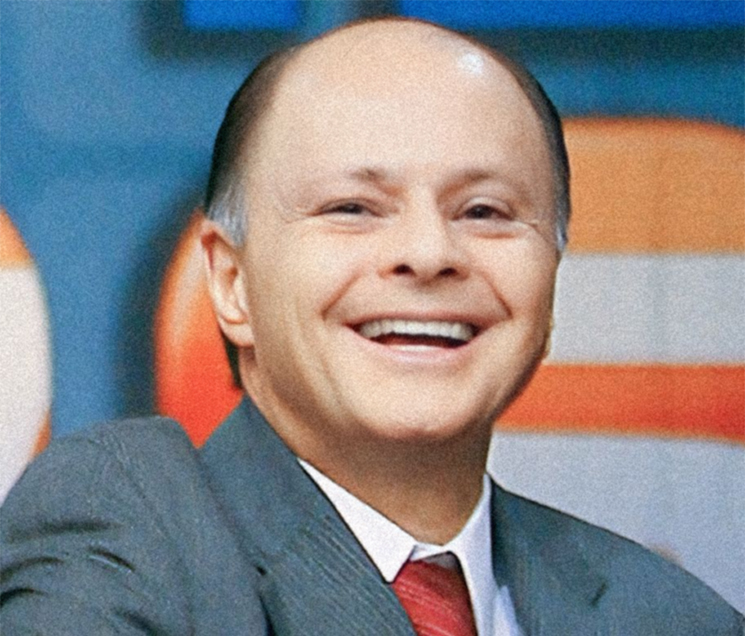
Edir Macedo

Założyciel kościoła, Macedo, należy do najbardziej kontrowersyjnych brazylijskich przywódców religijnych. Odrzucił wszelkie formy purytanizmu charakterystyczne dla brazylijskiego pentekostalizmu, nawołuje swoich wiernych do ofiarności na rzecz kościoła, atakuje wszelkie formy teologii. Zarzuca się mu, że się wzbogacił kosztem swoich wiernych, że prowadzi swój kościół na wzór firmy, a jego działalność przypomina działalność gospodarczą. Gromadzi wielkie tłumy na stadionach. W 1992 został aresztowany za nielegalne operacje finansowe. Protestanci zarzucają mu, że zniesławia wszystkich protestantów.
Kościół prowadzi działalność w ponad 90 krajach świata , zwłaszcza w Portugalii, RPA i Argentynie. W USA kościół pracuje głównie wśród hiszpańskojęzycznej populacji. W Wielkiej Brytanii do jego zborów uczęszcza głównie czarnoskóra ludność, ale zbory dowodzone są przez białych Brazylijczyków. Według danych kościoła liczy około 10 milionów wiernych na całym świecie .
Kościół za jedyne źródło swej doktryny uznaje Biblię, kładąc nacisk na naukę dobrobytu (teologia sukcesu).